# Brachys exquisitus
Brachys exquisitus es una especie de escarabajo barrenador metálico del género Brachys, categorizada en la tribu Trachyini, de la subfamilia Agrilinae.

## Distribución
Se distribuye por América del Norte: México.

## Taxonomía
Fue descrita científicamente por Hespenheide en 2008.